# Вторинні вимірювальні прилади
Втори́нні вимі́рювальні при́лади
Основне призначення вимірювальних приладів — візуальний показ контрольованого параметра, реєстрація його значення на різних носіях, вироблення сигналу поточного значення для системи регулювання. Деякі вторинні прилади містять контактну групу для сигналізації граничних значень параметра та інтегратор.

## Класифікація
Вимірювальні прилади класифікуються за декількома ознаками:
- — за видом подання результатів вимірювання — аналогові (безперервні) і цифрові (дискретні);
- — за видом структурної схеми — прилади прямого вимірювання і прилади, що працюють за принципом компенсації;
- — за видом енергії, що використовується — електричні, пневматичні і гідравлічні прилади.

Основні риси аналогових приладів прямого вимірювання — малопотужний вихідний сигнал, здатний перемістити тільки стрілку відносно шкали, і відсутність зворотного зв'язку. Приклади таких приладів — логометри, вольтметри, амперметри тощо.
Найбільше промислове поширення отримали електричні вимірювальні прилади, які працюють за компенсаційним принципом з відповідними перетворювачами: з диференційно-трансформаторною і феродинамічною вимірювальними схемами; з автоматичними мостовими схемами (мости змінного струму і потенціометри). Дані прилади часто називають вторинними приладами.

## Принцип дії
Дія автоматичних вторинних приладів (рис. 1) заснована на компенсаційному принципі. Вимірювана величина, яка формується за допомогою первинного перетворювача (ПП) і передається на прилад у вигляді сигналу Евх, компенсується протифазним сигналом Ек, який утворюється в самому приладі за допомогою зворотного зв'язку, реалізованого за допомогою компенсаційного перетворювача (КП).
Робота приладів проста, розглянемо її детальніше, оскільки вона справедлива для всіх видів вторинних компенсаційних приладів.
У початковому стаціонарному стані величини сигналів Евх = Ек, тобто ΔЕ = 0, оскільки сигнали знаходяться у протифазі. Ротор двигуна нерухомий. При зміні вхідного сигналу на елементі порівняння виникає розузгодження ΔЕ, яке після підсилення управляє роботою двигуна. Останній в залежності від фази сигналу переміщує робочий елемент компенсаційного перетворювача в ту або іншу сторону доти, поки не настане рівність сигналів Евх = Ек. Сигнал, що керує двигуном, зникає, ротор РД і показуюча стрілка приладу зупиняється в новому положенні, фіксуючи нове значення контрольованого параметра. 
Вторинні прилади випускаються з метою прямого показування результатів вимірювань і їх фіксації самописцями. Такі прилади можуть обладнуватися одним або декількома додатковими пристроями: контактними групами, що використовуються для сигналізації або найпростішого релейного регулювання, перетворювачами переміщення для передачі інформації на додатковий вторинний прилад або на регулятор, інтеграторами (лічильниками). Деякі прилади мають вбудовані пневматичні регулятори.
У динамічному відношенні вторинні прилади можна розглядати як аперіодичні ланки першого порядку, а у разі аналізу систем регулювання з інерційним об’єктом їх можна приймати за підсилювальну ланку.
Для реалізації вказаного принципу автоматичні вторинні прилади містять вимірювальну схему, елемент порівняння (ЕП), фазочутливий підсилювач (ФП), реверсивний двигун (РД), компенсаційний перетворювач (КП) і систему реєстрації показань (стрілка, записуючий пристрій, шкала).